# Топонимия штата Нью-Йорк

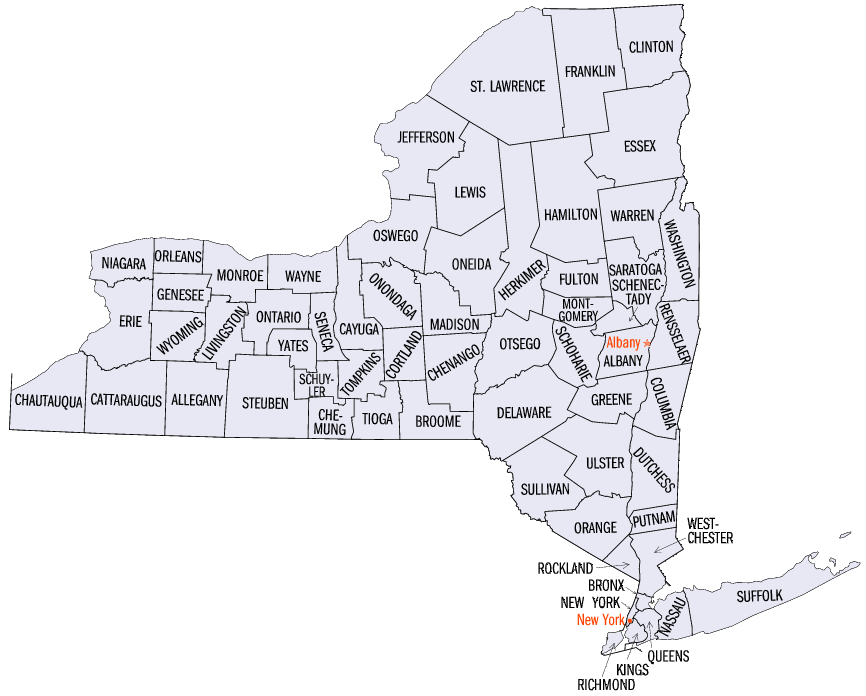
Административное деление штата Нью-Йорк

Топонимия штата Нью-Йорк — совокупность географических названий, включающая наименования природных и культурных объектов на территории штата Нью-Йорк. Структура и состав топонимии штата обусловлены его географическим положением и богатой историей.

## Название штата
Освоение региона началось с XVI века, когда в нынешней Нью-Йоркской бухте в 1524 году побывал Джованни Веррацано. В 1609 году Генри Гудзон, служивший у голландцев, дошёл по реке до района, где ныне находится город Олбани. В 1621 году территория будущего штата была включена в состав голландских колониальных владений в Северной Америке, получивших название Новые Нидерланды. В 1626 году был основан Новый Амстердам (будущий Нью-Йорк), ставший центром голландских колоний. Эта территория была объектом длительной англо-голландской борьбы. В результате поражения 27 августа 1664 года губернатор Новых Нидерландов Петер Стёйвесант передал территорию Английскому королевству, и в 1665 году она получила название провинция Нью-Йорк. В 1688 году провинция Нью-Йорк вместе с другими провинциями вошла в состав доминиона Новая Англия.
Название территории было дано в 1665 году королём Англии Карлом II в честь своего брата герцога Йоркского, ставшего позже королём Яковом II. Название «York» образовано от латинского Eboracum (посредством древнеанглийского Eoforwic и древнескандинавского Jórvík), которое, в свою очередь, происходит предположительно от бриттского *eborakon — «тисовое поместье».
В апреле 1787 года Нью-Йорк ратифицировал Конституцию США и в июле 1788 года стал 11-м по счёту штатом с временной столицей в Кингстоне (в 1797 году столица была перенесена в Олбани).

### Прозвища штата
Нью-Йорк, как и все штаты США, имеет ряд прозвищ. К числу таковых относятся: «Имперский штат» (англ. Empire State), «Большое яблоко» (англ. The Big Apple), «Высший штат» (англ. The Excelsior State), «Штат Никкербокеров» (англ. The Knickerbocker State).
Возникновение каждого из них обусловлено определёнными историческими, географическими или культурными особенностями. Так, самое известное прозвище — «Имперский штат» — связано с высказыванием Джорджа Вашингтона: «Штат Нью-Йорк будет базой нашей империи». Это прозвище перешло на название знаменитого нью-йоркского небоскрёба Эмпайр-стейт-билдинг, на протяжении длительного времени бывшего самым высоким зданием в мире. Узаконенное в официальном порядке легислатурой штата название The Empire State широко используется в рекламных целях, и выносится на номерные знаки автомашин. Прозвище «Большое яблоко» возникло от прозвища города Нью-Йорка, перешедшее на штат в целом. О происхождении этого прозвища существует несколько версий. По мнению историка Б.Попика и профессора Д.Коэна из Миссурийского университета, термин появился благодаря спортивному обозревателю Д. Ф. Джеральду, который объяснил, что услышал это выражение в Новом Орлеане. Лошади любят яблоки, а скачки в Нью-Йорке, по словам жокеев, это «большое яблоко». По другой версии, выражение возникло в среде джазовых музыкантов, у которых была пословица: «На древе успеха много яблок, но если тебе удалось завоевать Нью-Йорк, тебе досталось большое яблоко». Прозвище «Высший штат» обязано своим появлению девизу штата — «Всё выше» (лат. Excelsior). Благодаря этому жителей штата иногда именуют Excelsiors. Прозвище «Штат Никкербокеров» является непервичным коммеморативным названием, оно возникло от именования голландских колонистов, основавших поселение Новый Амстердам и восходит к вымышленному персонажу из книги Вашингтона Ирвинга «История Нью-Йорка» . Нарицательное имя «knickerbocker» употребляется в сочетаниях: knickerbocker game — бейсбол, knickerbocker literature — литература о старом Нью-Йорке (колониального периода), knickerbocker name — фамилия голландского происхождения, то есть начинающаяся с Van.

## Формирование и состав топонимии
Топонимия США является одной из самых пёстрых топонимических систем мира. В ней в целом выделяются две основные группы: субстратные (из языков различных индейских народов) и европейские (испанские, французские, немецкие, скандинавские, русские и др.). История и структура топонимии штат Нью-йорк является достаточно типичным примером топонимии штата США.
Для Северной Америки в целом характерен тип топонимии, который В. А. Жучкевич характеризует как «переселенческий», обладающей следующими основными чертами:
1. Заимствование топонимов из Старого Света;
2. Преобладание в топонимии языка ведущей переселяющейся нации;
3. Наличие компактных национальных переселенческих групп;
4. Сравнительно легкая расшифровка названий[8].

Кроме того, в нижних топонимических слоях удельный вес коренных (индейских) названий гораздо больше, чем в верхних, а в позднейших пластах роль индейского субстрата незначительна, европейская же топонимия становится преимущественно одноязычной (английской). При этом местная (индейская) топонимия к моменту начала европейской колонизации была в состоянии, близком к европейской микротопонимии.
На территории современного штата Нью-Йорк обитали индейцы племён алгонкины, ирокезы, делавары, могикане, мохоки и другие, что оставило след в древнейшем топонимическом пласте местности (прежде всего — в гидронимии). Так, река Гудзон на языке могикан именовалась Muh-he-kun-ne-tuk, название водохранилища Ашокан на языке ирокезов означает «рыбное место», озеро Эри получило название от этнонима племени ирокезской семьи, означавшего «кошка» (тотем этого племени), река Ниагара на языке ирокезов, живших между озёрами Эри и Онтарио, называлась Онгниара или Онгиара, что означало «земля надвое», «земля пополам». Из языка делаваров также пришёл ряд топонимов, в том числе «Манхэттен».
Период голландского владычества на территории штата привёл к формированию соответствующего топонимического слоя. Ценным документом об истории Новых Нидерландов является книга, написанная в 1655 году Адрианом ван дер Донком, первым адвокатом в Северной Америке, которая представляет собой первое подробное описание жизни колонии и содержит её первую карту и план Нового Амстердама. После того, как контроль за колонией захватили англичане, её переименовали в Нью-Йорк. Название штата «New York» (Нью-Йорк) включает формант New и является непервичным по степени номинации, поскольку восходит от титула герцога Йоркского — Якова II (James II), младшего брата короля Англии Карла II, который позднее взошёл на британский престол. Как отмечает В. Д. Беленькая, помимо общих топонимических явлений, обычно наблюдаемых при смене основного языка (в данном случае — с голландского на английский), обнаруживается ряд специфических черт, которые позволяют рассматривать северо-восток США в целом как особый топонимический регион. Основными словообразовательными формантами, типичными исключительно для штата Нью-Йорк, являются форманты голландского происхождения -hook и ˗kill. Так, на территории современных штатов Нью-Йорк и Нью-Джерси в составе топонимов встречается формант ˗kill (нидерл. kil — русло реки). В XVII веке, в период активного формировании топонимии региона, слово kill широко употреблялось наряду с creek, stream и другими «водными» терминами в значениях «русло реки», «ручей». Ойконимы с компонентом -hook встречаются на территории бывших голландских поселений и почти полностью отсутствуют на других территориях. При этом формант -hook участвует в названиях как в роли определения, так и в роли определяемого, в слитном или раздельном написании: Kinderhook (см. ниже), Sandy Hook, Corlaers Ноок, Hook Mountain, Red Hook. Интенсивность вхождения слова -hook в топонимию этого района (англ. hook — крюк, крутой изгиб, излучина реки), по-видимому, также объясняется голландским влиянием (ср. голл. hoek — угол, сторона). По мере усиления английского влияния и замены старых голландских названий в топонимии северо-востока США возникает новая тенденция — появление английских элементов, которые отражают специфику заселения англичанами этой территории. К таким топонимическим элементам, редко встречающимся в других районах, следует отнести слова manor (маноры — распространённые в Новых Нидерландах поместья, владельцы которых обладали феодальными правами), patent (земельное пожалование, жалованная грамота) в ойконимах Manorkill, Pelham Manor, Holland Patent.
Переход территории под контроль англичан привёл к возникновению в местной топонимии значительного пласта коммеморативных названий (то есть данных в честь выдающихся деятелей) и названий-переносов (данных в честь уже существующих объектов). Так, название Нью-Рошелл является коммеморативом и прямым переносом от города во Франции. Заселение территории европейцами, на месте современного города, началось в 1688 году с беженцев-гугенотов, которые бежали от религиозных преследований во Франции. Название современной столицы штата — города Олбани — является коммеморативом и непрямым переносом от области в Шотландии. Этот город вырос вокруг небольших голландских торговых постов — Форт Нассау, построен в 1614, и Форт Оранж, построен в 1624 году. В 1664 году англичане взяли контроль над местностью и переименовали город в «Олбани» в честь Якова II, носившего также титул «Герцог Олбани». Сиракьюс — также название-коммеморатив, кроме того, это пример прямого названия-переноса из Европы, от города на Сицилии. Помимо этого, для штата Нью-йорк характерно наличие также пласта притяжательных отантропонимических ойконимов. К их числу относятся такие как Рочестер — город, сформировавшийся как земельные владения полковника Н.Рочестера и его соратников и первоначально именовавшийся Рочестервиль, Пикскилл — от фамилии поселенца Яна Пика и голландского форманта «килл» (см. выше), Йонкерс — от имени Адриана ван дер Донка (см. выше). В ойконимии штата имеется также пласт описательных названий, среди которых можно упомянуть Киндерхук, что на голландском означает «детский уголок» (предполагается, в этой местности было большое количество индейских детей), Буффало — согласно распространённой версии, название произошло от изменённой французской фразы «beau fleuve» — «красивая река», а также ойконим-окказионализм Глен-Ков, возникший в результате типографической ошибки. Поселению изначально было дано индейское имя Musketa Cove (Мускета-Коув), что в переводе означало: «Бухта, где растёт тростник», но 1834 году жители деревни решили сменить название, поскольку оно было слишком похоже на слово «mosquito» (комар). Новым названием избрали Glenko (Гленко), по имени живописной долины в Шотландии и деревни на её краю, но в связи с орфографической ошибкой оно превратилось в Glen Cove.
Для гидронимии штата характерен значительный пласт индейских названий, это обусловлено тем, что большинство гидронимов назывались в честь того племени, которое жило рядом с той или иной рекой или озером. Так, название озера Онондага является притяжательным, название происходит от одного из пяти наиболее известных племён Америки — от племени онондага. Озеро считалось священным, так как именно здесь был заключён мирный договор между враждующими племенами мохоки, онодага, онейда, кайюга и сенека. Название реки Аллегейни вероятно, происходит от делаварского welhik hane или oolikhanna, что означает «лучшие плывут рекой холмов» или «красивый ручей». Названия рек Делавэр, Мохок, Онейда напрямую происходят от эпонимов индейских племён, название Саскуэханна также имеет делаварское происхождение. Менее распространены коммеморативные гидронимы, такие как Бронкс (в честь Йонаса Бронка) и река Святого Лаврентия (в день Святого Лаврентия в 1535 году французский исследователь Ж.Картье дал имя этого святого заливу, в который впадает река, и впоследствии это название распространилось и на саму реку). Название озера Шамплейн является отантропонимическим названием-коммеморативом, так как оно было названо в честь французского мореплавателя Самуэля де Шамплена, который открыл озеро в 1609 году. Историками зафиксированы различные вариации названий озера, например ирокезское название Caniaderi Guarunte, что в переводе означает «ворота в страну».

### на русском языке
- Беленькая В.Д. Очерки англоязычной топонимики. — М.: Высшая школа, 1977. — 227 с.
- Жучкевич В.А. Общая топонимика. Издание 2-е, исправленное и  дополненное. — Минск: Вышэйная школа, 1968. — 432 с.
- Леонович О.А. Топонимы США. — М.: Высшая школа, 2004. — 247 с. — ISBN 5 -06-004969-8.
- Никонов В.А. Краткий топонимический словарь / ред. Е.И.Белёв. — М.: Мысль, 1966. — 509 с. — 32 000 экз.
- Поспелов Е. М. Географические названия мира. Топонимический словарь / отв. ред. Р. А. Агеева. — 2-е изд., стереотип. — М.: Русские словари, Астрель, АСТ, 2002. — 512 с. — 3000 экз. — ISBN 5-17-001389-2.
- Словарь географических названий зарубежных стран / А. М. Комков. — М.: Недра, 1986. — 459 с.
- Томахин Г. Д. Америка через американизмы. — М.: Высшая школа, 1982. — 256 с.

### на английском языке
- Beauchamp, William Martin (1906). Aboriginal place names of New York. New York State Education Department, New York State Museum.
- Bright, William (2004). Native American Place Names of the United States. Norman: University of Oklahoma Press.
- Campbell, Lyle (1997). American Indian Languages: The Historical Linguistics of Native America. Oxford: Oxford University Press.